# Фріц Шервіц
Фріц Шервіц (також Ельке або Еліас Сіревіц; 21 серпня 1903, ймовірно, в Шяуляй, (Ковенська губернія, нині Литва) — 4 грудня 1962, Мюнхен) — керівник ряду майстерень для єврейських підневільних працівників у Ризі. Біографія Шервіца набула відомості як через його двозначну роль як у долі євреїв-працівників табору, так і через загадковість його біографії.

## Біографія
Походження Шервіца невідоме. Як у нацистській Німеччині, так і в післявоєнний період він вказував суперечливі та не підкріплені документами дані про своє походження (різні роки та місця народження). До війни називав себе балтійським німцем, після війни приписував собі єврейське походження, і про його єврейське походження стверджують ряд ізраїльських джерел. З іншого боку, історик Аніта Куґлер дійшла висновку, що наразі не вистачає фактів, щоб однозначно стверджувати про його єврейське походження. Куґлер вважала вірогідним, що Шервіц дійсно народився у єврейській родині десь у Білорусі або Литві, втратив чи загубив батьків під час примусового відселення євреїв від лінії фронту, що його провела російська влада на початку Першої світової війни, та був усиновлений литовською родиною. Пізніше, під час Другої світової війни колеги Шервіца з СС помітили, що він добре розумів мову їдиш, хоча і не розмовляв нею.
У 1919 році він був прийнятий як «син полку» у німецький фрайкор Карла-Генріха фон Дібіча, який діяв у Литві та Західній Пруссії, а після закінчення бойових дій у Литві йому допомогли переїхати до Сілезії. У 1925 році він приїхав до Берліна, ймовірно, був поденником і періодично опинявся безробітним.
1 листопада 1933 року він став членом СС, належав до 75-го штурму (батальйону). Про його «арійське» походження свідчили його товариші по службі по фрайкору (сам Шервіц стверджував, що його рідне село було знищене більшовиками, і документи про його народження з цієї причини зникли). Втім, есесівські «расові дослідники» мали сумніви стосовно його походження, тому що віднесли його до расової категорії С (недостатньо «арійської», нижче якої були вже «мішлінги»). Як зазначає Аніта Куґлер, жоден документ СС не містить відомостей, що Шервіца перевіряли на наявність обрізання.
С майбутньою дружиною (Ерна-Берта, нар. 1910) жив разом з 1932 р., але одружився лише 1938 р. через проблеми з документами, 1940 р. у шлюбі народилася донька на ім'я Р…. З останньою 1998 р. зустрілася письменниця Аніта Куглер, яка досліджувала біографію Шервіца, але не змогла довідатися багатьох деталей. Дружина згадувала, що попри службу в СС, її чоловік висловлювався проти «єврейських акцій».
Після початку війни він прибув до Риги у званні вахмістра (сержанта) поліції. З того часу, хоча і надсилав зарплатню дружині, але практично не спілкувався з нею і не їздив додому у відпустку. Коли дружина бачила його 1942 р., він мав звання обершарфюрера СС, яке дорівнювало ревір-обервахмістру (старшому сержанту — начальнику ділянки) поліції. У 1942 році він очолив майстерню у філії «Лента» концтабору Рига-Кайзервальд у місті Рига. У майстернях йому підпорядковувалися майже 1000 жителів єврейського гетто, які мали працювати там під його керівництвом. Пізніше окупаційна влада ставила Шервіцу у провину, що він захищав «своїх євреїв» — ймовірно, для зміцнення своєї власної влади як керівник майстерні. 1943 року він отримав посаду «керівника-фахівця в ранзі унтерштурмфюрера (лейтенанта) СС». Комендант табору Едуард Рошманн вважав Шервіца ненадійним і поступово посилив режим утримання у таборі.
Наприкінці вересня 1944 року майстерня була закрита, Шервіц був відправлений для подальшої служби на захід. Наприкінці війни опинився в американському таборі для військовополонених у Гайдесгаймі, неподалік Бад-Кройцнах, де він видав себе за єврея, що пережив Голокост, чому допомогла його зовнішність (Шервіц був брюнетом). За дорученням американців він зайнявся розшуком колишніх есесівців серед інтернованих.
На початку 1946 року Шервіц зміг стати довіреною особою кількох торгових компаній в окрузі Вертінген (Баварія). У січні 1947 року йому було доручена опіка над майном усіх євреїв, які мешкали в окрузі до 1942 року. Тепер його робота полягала в тому, щоб забезпечити передачу колишньої єврейської власності можливим вижившим або їхнім спадкоємцям. 19 грудня 1947 року його було призначено заступником опікуна колишніх переслідуваних у швабській частині Баварії.
Через свою діяльність Шервіц мав багато недоброзичливців серед колишніх членів СС. Але його головною помилкою була спроба одружитися на єврейці для подальшої іміграції, попри те, що він формально не розлучився з колишньою дружиною. Коли поліція почала розслідування, колишня дружина Берта свідчила владі про його колишню службу в СС.
26 квітня 1948 року Шервіца заарештували за звинуваченням у тому, що він служив у СС і вбивав євреїв (єдиним пунктом звинувачення був розстріл трьох ув'язнених за порушення табірного режиму). 3 березня 1949 року Шервіца було засуджено Мюнхенським судом до шести років ув'язнення за розстріл трьох ув'язнених. На рішення було подано апеляцію 14 грудня 1949 року, але у серпні 1950 року вона була підтверджена судом присяжних.
Шервіц вийшов із в'язниці у 1954 році і пізніше працював торговим представником. Оскільки він вважав себе невинним, він кілька разів намагався ініціювати процес реабілітації, але безуспішно.